# Sandro da Silva Mendonça
Sandro da Silva Mendonça (* 1. Oktober 1983 in Fortaleza), auch unter dem Namen Sandro bekannt, ist ein brasilianischer Fußballspieler.

## Karriere
Sandro da Silva Mendonça startete seine Profi-Fußballkarriere bei Paraná Clube. Von hier wechselte er in der Winterpause der Saison 2006/07 zum türkischen Erstligisten Gençlerbirliği Ankara. In die neue Saison startete er zwar bei Gençlerbirliği, jedoch wurde bereits nach dem dritten Spieltag der Saison an den anderen Erstligisten aus Ankara zu Gençlerbirliği OFTAŞ ausgeliehen. Zu Saisonende wurde seine Ausleihe an Gençlerbirliği Oftaş um ein weiteres Jahr verlängert. 2009/10 kehrte er zu Gençlerbirliği zurück und spielte eine Saison lang.
Zum Juni 2010 lief sein Vertrag aus und er verließ die Türkei in Richtung seiner brasilianischen Heimat. Hier spielte er nacheinander für Coritiba FC und Avaí FC. In der europäischen Winterpause 2010/11 kehrte er mit einem Wechsel zu Sivasspor wieder in die Süper Lig zurück. Sein zum Juni 2012 auslaufender Vertrag wurde nicht verlängert. Anfang des Jahres 2013 verpflichtet ihn der Operário Ferroviário EC in seiner Heimat, mit welchem er in der Staatsmeisterschaft von Paraná antrat. Im Anschluss ging er im Mai nach Südkorea zum Daegu FC. Anfang 2014 fand sich Sandro in seiner Heimat wieder, wo er bis Ende 2015 blieb. 2016 erfolgte ein Engagement beim Kedah FA in Malaysia, wo er seitdem für verschiedene Klubs spielt.